# Rysiowice
Rysiowice (deutsch Reisewitz, 1936–1945 Eichengrund) ist ein Dorf der Stadt- und Landgemeinde Otmuchów im Powiat Nyski in der Woiwodschaft Opole in Polen.

## Geographie

### Geographische Lage
Das Straßendorf Rysiowice liegt im Südwesten der historischen Region Oberschlesien. Der Ort liegt etwa acht Kilometer nordöstlich des Gemeindesitzes Otmuchów, etwa 11 Kilometer nordwestlich der Kreisstadt Nysa und etwa 65 Kilometer südwestlich der Woiwodschaftshauptstadt Opole.
Rysiowice liegt in der Nizina Śląska (Schlesische Tiefebene) innerhalb der Równina Grodkowska (Grottkauer Ebene). Durch den Ort fließt die Rysianka.

### Nachbarorte
Nachbarorte von Rysiowice sind im Norden Karłowice Wielkie (Groß Carlowitz), im Osten Goraszowice (Graschwitz), im Süden Grądy (Perschkenstein) sowie im Westen  Siedlec (Zedlitz).

## Geschichte

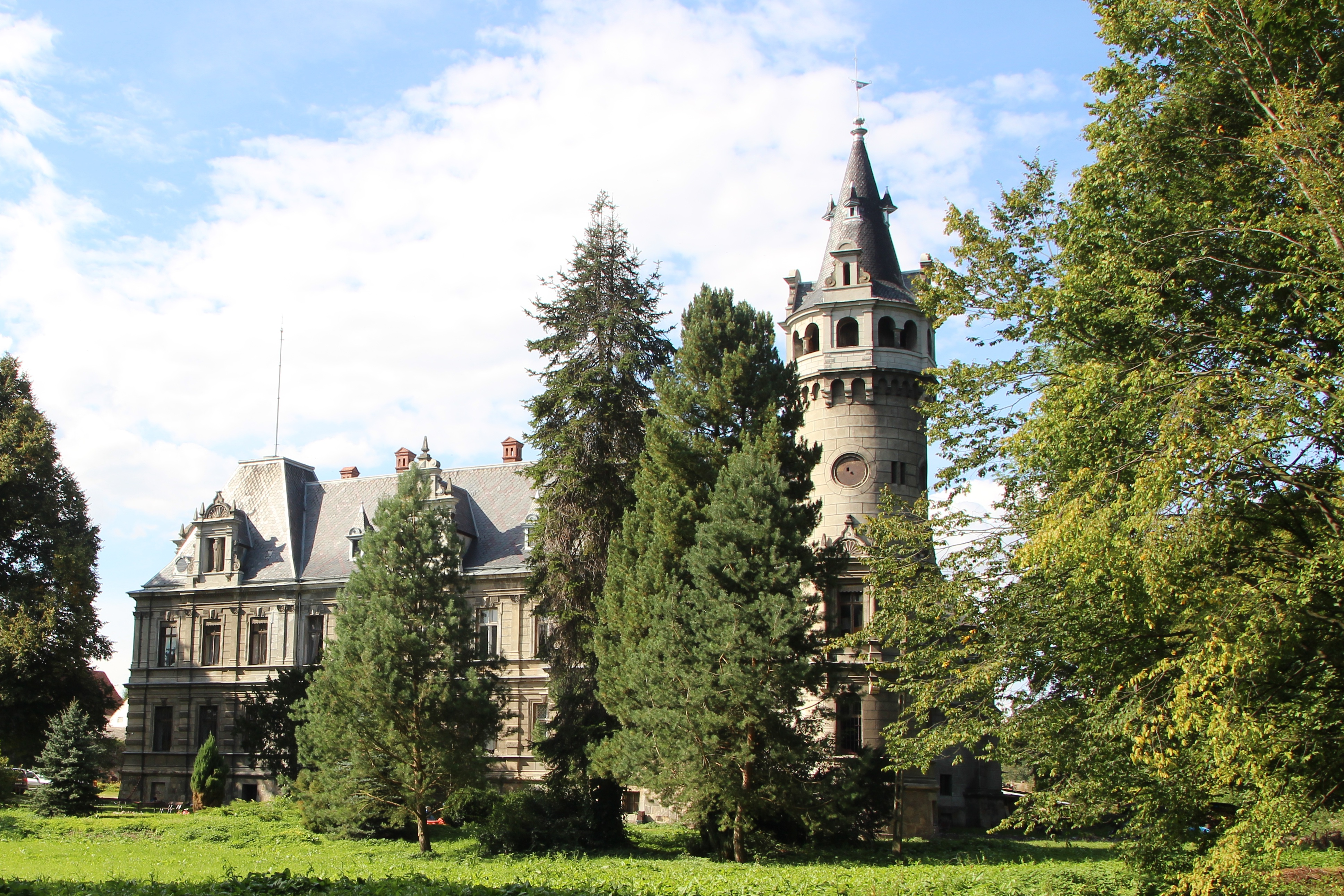
Schloss Reisewitz

Der Ort wurde 1244 erstmals als villa Ryzonis erwähnt. In dem Werk Liber fundationis episcopatus Vratislaviensis aus den Jahren 1295–1305 wird der Ort als Rysovitz erwähnt. 1374 wird der Ort als Rysewicz erwähnt.
Nach dem Ersten Schlesischen Krieg 1742 fiel Reisewitz mit dem größten Teil Schlesiens an Preußen.
Nach der Neuorganisation der Provinz Schlesien gehörte die Landgemeinde Reisewitz ab 1816 zum Landkreis Grottkau im Regierungsbezirk Oppeln. 1845 bestanden im Dorf ein Schloss, zwei Vorwerke sowie 42 weitere Häuser. Im gleichen Jahr lebten in Reisewitz 256 Menschen, davon fünf evangelisch. 1855 lebten 231 Menschen in Reisewitz. 1865 bestanden im Ort 22 Gärtner- und eine Wassermühle. Eingeschult und eingepfarrt waren die Bewohner nach Groß Carlowitz. 1874 wurde der Amtsbezirk Zedlitz gegründet, welcher aus den Landgemeinden Graschwitz, Klein Carlowitz, Ogen, Reisendorf, Reisewitz und Zedlitz und den Gutsbezirken Klein Carlowitz, Reisendorf, Reisewitz und Zedlitz bestand. 1885 zählte Reisewitz 150 Einwohner.
1933 lebten in Reisewitz 189 Menschen. Am 22. Juli 1936 wurde der Ort im Zuge einer Welle von Ortsumbenennungen der NS-Zeit in Eichengrund umbenannt. 1939 lebten 181 Menschen in Eichengrund. Bis Kriegsende 1945 gehörte der Ort zum Landkreis Grottkau.
Als Folge des Zweiten Weltkriegs fiel Eichengrund 1945 wie der größte Teil Schlesiens unter polnische Verwaltung. Nachfolgend wurde es in Rysiowice umbenannt und der Woiwodschaft Schlesien angeschlossen. Die deutsche Bevölkerung wurde weitgehend vertrieben. 1950 wurde es der Woiwodschaft Oppeln eingegliedert. 1999 kam der Ort zum wiedergegründeten Powiat Nyski. 2006 lebten 220 Menschen im Ort.

## Sehenswürdigkeiten
- Das Schloss Reisewitz (poln. Pałac w Rysiowicach) wurde um 1880 im Stil des Eklektizismus erbaut.[9] Das Gebäude wurde 1972 unter Denkmalschutz gestellt.[10]